# 南美唄支線
南美唄支線（みなみびばいしせん）は、1931年（昭和6年）から1973年（昭和48年）まで営業していた、北海道空知支庁管内美唄市の美唄駅と南美唄駅を結ぶ日本国有鉄道（国鉄、当時）函館本線の支線である。石炭の輸送を目的に美唄駅から三井美唄炭鉱に引き込んだ、営業距離3.0 kmの鉄道路線であった。

## 路線データ
- 路線距離（営業キロ）：美唄駅 - 南美唄駅間 (3.0 km[1])
- 軌間：1,067 mm（狭軌）
- 駅数：2駅（起終点駅含む）
- 複線区間：なし（全線単線）
- 電化区間：なし（全線非電化）

## 運行形態
主に美唄駅 - 南美唄駅間のピストン輸送であったが、朝には札幌からの直通や小樽への直通列車も運行されていた。

## 歴史
1928年（昭和3年）8月1日、昭和不況の影響を受けて苦しい運営をしていた日本石油光珠炭鉱の共同保有及び経営権の一切を三井鉱山が引き継ぎ、三井美唄炭鉱が発足、操業を開始した。石炭輸送手段として国鉄側に専用線の敷設を申請、1931年（昭和6年）11月に敷設工事が竣工、同年12月1日に美唄から三井美唄炭鉱の膝元である南美唄を結ぶ貨物線の営業を開始した。その後、石炭需要の高まりとともに周辺人口が増加したことから、1944年（昭和19年）1月25日より旅客営業を開始した。
しかし、エネルギー需要の変革により石炭需要が減少したことから、1963年（昭和38年）三井美唄炭鉱が操業停止に追い込まれる。そして、それに伴う利用激減により、1971年（昭和46年）8月3日に旅客扱いを廃止。さらに、三井美唄炭鉱の子会社である三美鉱業が1973年（昭和48年）に閉山したことにあわせ、同年9月9日に貨物営業も廃止され、廃線となった。

### 年表
- 1931年（昭和6年）12月1日：函館本線の貨物支線として開業[2]。同区間に南美唄駅（貨物駅）を新設[3]。
- 1944年（昭和19年）1月25日：旅客営業開始[2]。南美唄駅を一般駅に変更[1]。
- 1958年（昭和33年）5月：気動車（ディーゼルカー）導入に伴い、客貨分離。
- 1971年（昭和46年）8月3日：旅客営業廃止[1]。南美唄駅を再度貨物駅に変更[1]。
- 1973年（昭和48年）9月9日：全線廃止[2][1]。南美唄駅を廃止[3][1]。

## 駅一覧
- 全線北海道美唄市内に所在。
- 接続路線は廃止時点のもの。日本国有鉄道（国鉄）は現・北海道旅客鉄道（JR北海道）。

| 駅名     | 駅間キロ | 営業キロ | 接続路線                       |
| -------- | -------- | -------- | ------------------------------ |
| 美唄駅   | -        | 0.0      | 日本国有鉄道（国鉄）：函館本線 |
| 南美唄駅 | 3.0      | 3.0      |                                |

## かつて接続していた路線
- 美唄駅：三菱鉱業美唄鉄道線 - 1972年（昭和47年）6月1日廃止
- 南美唄駅：三井美唄炭鉱専用線（三美鉱業専用線）- 1931年（昭和6年）12月設置、1973年（昭和48年）3月廃止。
作業距離約1.2km。ボールドウィン製およびノース・ブリティッシュ製の2台の蒸気機関車により運用された[4]。

### 書籍
- 石野哲（編集長）『停車場変遷大事典 国鉄・JR編』JTBパブリッシング、1998年9月19日。ISBN 978-4-533-02980-6。ISBN 4-533-02980-9。
- 田中和夫（監修）『写真で見る北海道の鉄道』 上巻 国鉄・JR線、北海道新聞社（編集）、2002年7月15日、212-219,311-319頁。ISBN 978-4-89453-220-5。ISBN 4-89453-220-4。
- 今尾恵介（監修）『日本鉄道旅行地図帳―全線・全駅・全廃線―』 1号・北海道、新潮社〈新潮「旅」ムック〉、2008年5月17日。ISBN 978-4-10-790019-7。ISBN 4-10-790019-3。

### 雑誌
- 空知地方史研究協議会「空知の開拓文化財 炭鉱資料編II」『空知文化財シリーズ』第5集、夕張新炭鉱労働組合、1976年3月。
- 『鉄道ファン』第35巻第8号（通巻412号）、交友社、1995年8月1日、63頁。